# Lípa nad řekou
Lípa nad řekou (kříženec lípa obecná) je památný strom rostoucí v obci Ludvíkov, v mikroregionu Sdružení obcí Vrbenska, v okrese Bruntál, na levém břehu Bílé Opavy. Nachází se na úzkém travnatém pásu mezi místní komunikací a řekou a je to strom s největším obvodem kmene v Ludvíkově.
Tato místní silnice u křížku, ve směru na Vrbno pod Pradědem a po proudu řeky, odbočuje z hlavní komunikace procházející obcí (silnice II/445 –  těsně předtím, než hlavní silnice přechází z levého na pravý břeh řeky). Místní komunikace vede po levém břehu celkem asi 600 metrů, z toho po již cca 50 metrech nejprve míjí další památný strom jasan v bývalém areálu Jitřenka (vlevo od silnice), po dalších 400 metrech je vpravo tato lípa. Silnice poté u jezu po malém mostu přechází na pravý břeh a napojuje se zpět na hlavní silnici. 

## Základní údaje
- Druh: lípa obecná nebo též lípa evropská, kříženec lípy velkolisté a malolisté (Tilia × vulgaris či též Tilia × europaea)
- Chráněným stromem byla vyhlášena 19. září 2000.[1]
- Obvod kmene: 544 cm (památný strom s největším obvodem kmene v Ludvíkově)[2]
- Výška stromu: 27 metrů
- Odhadované stáří stromu: 200–250 let[2]
- Poloha: 50°6′7″ s. š., 17°20′17″ v. d.

## Další památné stromy vLudvíkově
Na katastrálním území obce Ludvíkov se v roce 2024 nachází celkem pět vyhlášených památných stromů, z toho čtyři jsou v intravilánu obce. Mohutná jedle bělokorá, nazývaná Jedle Vévodkyně se nachází u silnice mezi Karlovou Studánkou a Ludvíkovem ještě před začátkem obce, ve směru do Ludvíkova vlevo od silnice II/445. 
Dále již v intravilánu (ve směru na Vrbno pod Pradědem a po proudu Bílé Opavy) to nejprve je již zmíněný jasan v bývalém areálu Jitřenka (jasan ztepilý, výška 27 metrů, obvod kmene asi 400 centimetrů), třetí je zde popisovaná lípa nad řekou, čtvrtá je lípa u zámečku (rovněž lípa obecná, výška 31 metrů, obvod kmene asi 462 centimetrů) a pátý jasan u zámečku (také jasan ztepilý, výška 31 metrů, obvod kmene asi 410 centimetrů).

## Fotogalerie

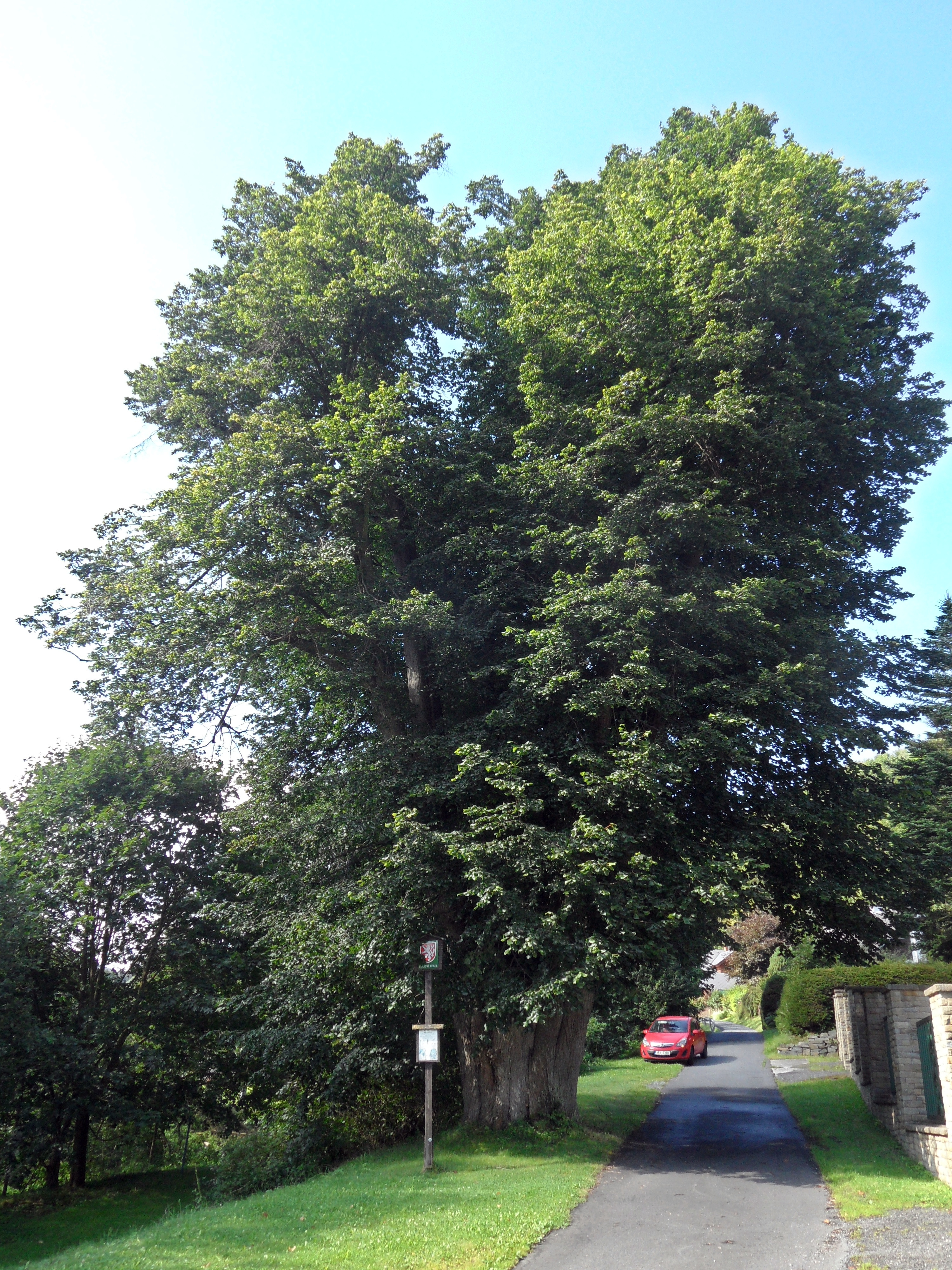
Celkový pohled od severovýchodu
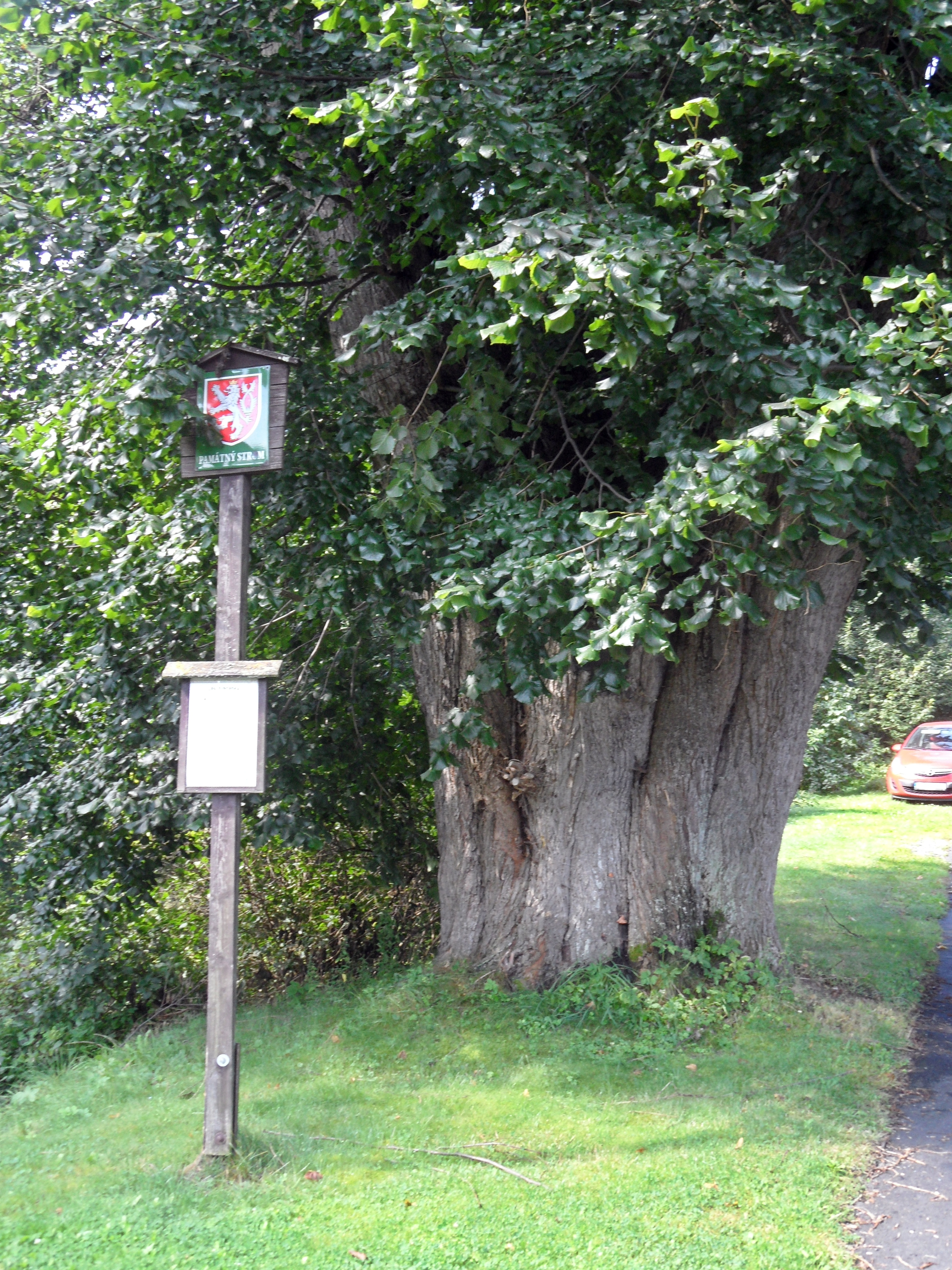
Polodetail kmene
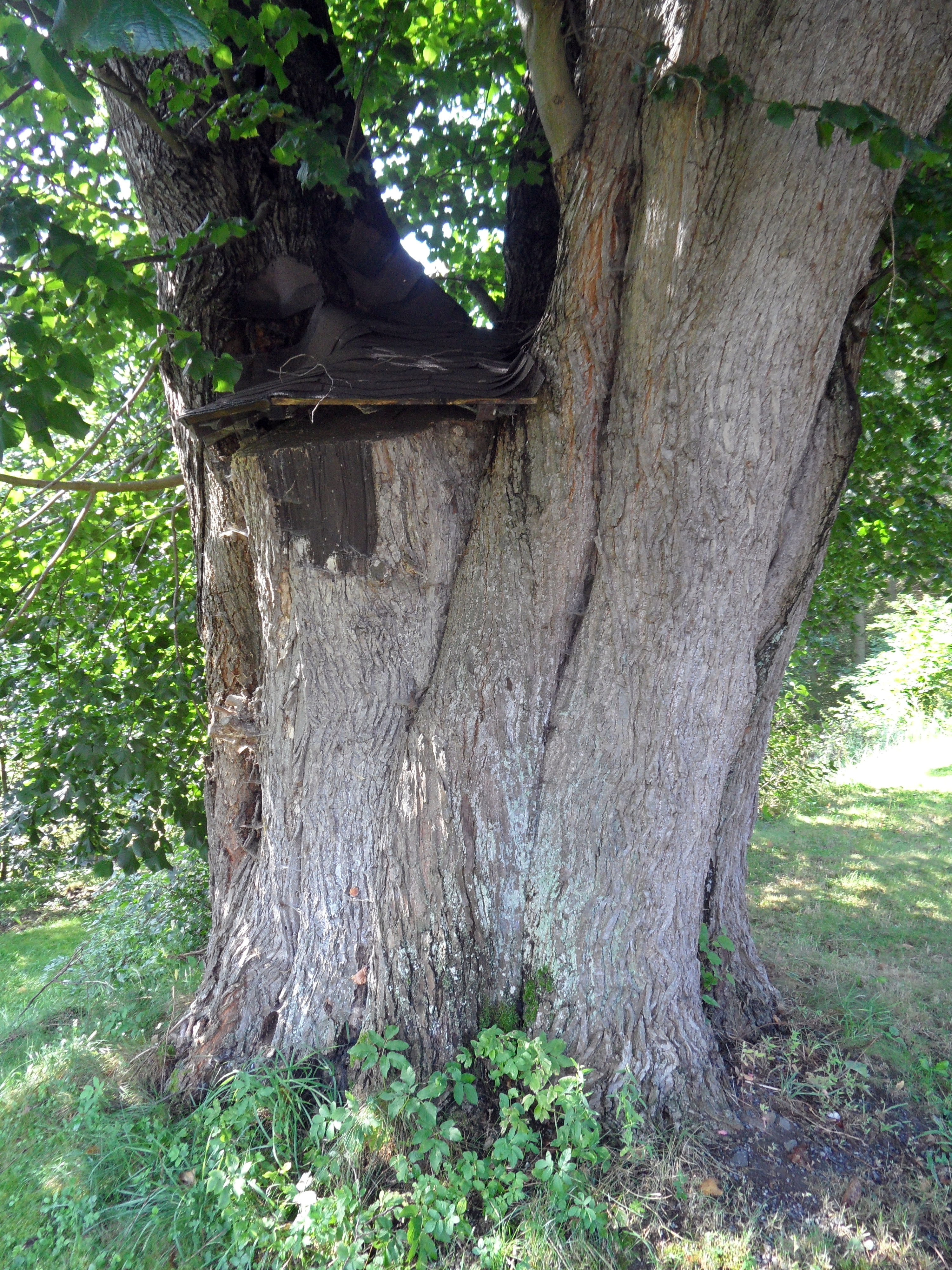
Detail údržby stromu